# Catonetria
Catonetria é um gênero de aranhas da família Linyphiidae descrito em 1994.